# Jagelló Katalin svéd királyné
Jagelló Katalin vagy Lengyelországi Katalin (lengyelül: Katarzyna Jagiellonka; Krakkó, 1526. november 1. – Stockholm, 1583. szeptember 16.), a Jagelló-házból származó lengyel királyi és litván fejedelmi hercegnő, aki III. János svéd királlyal kötött házassága révén Svédország királynéja 1526-tól haláláig. Gyermekei között van a későbbi svéd és lengyel király, Zsigmond herceg, és egy svéd királykisasszony, Anna hercegnő.

## Élete
1526. november 1-jén született I. Zsigmond lengyel király és Bona Sforza milánói hercegnő ötödik gyermekeként. Habár kezére IV. Iván orosz cár is pályázott, Wasa János svéd herceg, XIV. Erik svéd király öccse nyerte el azt. Esküvőjüket 1562. október 4-én Litvánia fővárosában, Vilniusban tartották, mivel János Finnország hercegeként független külpolitikát folytatva, nem kapott engedélyt bátyjától a házassági szerződés megkötéséhez. A fiatal házasok a finnországi Turku várában rendezték be udvartartásukat. János beavatkozása Livónia ügyeibe azonban arra bírta XIV. Eriket, hogy hadat üzenjen öccsének. 10 000 fős sereggel Finnországba indult, hogy elfoglalja János székvárosát, Turkut. 1563. augusztus 12-én a vár védői letették a fegyvert, ami végül János és Katalin elfogásához vezetett. A hercegi párt fogolyként Svédországba szállították, majd a gripsholmi várba internálták.
Katalin egykori kérője, IV. Iván cár diplomáciai úton próbálta elérni a stockholmi udvarnál János és Katalin házasságának felbontását, hogy azután feleségül vehesse az akkor már 37 éves hercegnőt. Részben ennek, részben XIV. Erik időközbeni szellemi leépülésének következtében a svéd ellenzék megerősödött, az országon belüli elégedetlenség pedig egyre nőtt. Katalin gripsholmi fogságuk idején adott életet első gyermekének, Izabellának (1564-1566). Az idősebb leánygyermeket követte 1566-ban Zsigmond, majd 1568-ban ismét leánygyermeket szült, aki az Anna nevet kapta.
A finn hercegi párt négyévi fogságot követően, 1567-ben szabadon bocsátották. 1569-től, miután sógora, XIV. Erik lemondott a trónról, és férjét III. János néven királlyá koronázták, Katalin Svédország megkoronázott királynéja lett 1583-ban bekövetkezett haláláig.
Egyetlen fiát, Zsigmond herceget szigorú katolicizmusban neveltette, abban a reményben, hogy a lengyel-litván Jagelló-ház kihalása után mint I. Zsigmond unokája, megszerzi a lengyel koronát. Báthory István halála után, 1587-ben a lengyel rendek valóban királyukká választották az ifjú svéd herceget, Katalin azonban ezt már nem érhette meg. 1583. szeptember 16-án, életének 56. évében hunyt el a stockholmi királyi palotában. Az uppsalai székesegyházban helyezték végső nyugalomra.

## Gyermekei
III. János svéd királlyal kötött házasságából három gyermeke született:
- Izabella (1564–1566)
- Zsigmond (1566-1632), Lengyelország és Svédország királya
- Anna (1568–1625)